# Santa Herminia
Santa Herminia är en ort i Mexiko.   Den ligger i kommunen Santa María Chilchotla och delstaten Oaxaca, i den sydöstra delen av landet, 280 km sydost om huvudstaden Mexico City. Santa Herminia ligger 1 405 meter över havet och antalet invånare är 127.
Terrängen runt Santa Herminia är bergig åt nordväst, men åt sydost är den kuperad. Terrängen runt Santa Herminia sluttar norrut. Runt Santa Herminia är det ganska tätbefolkat, med 120 invånare per kvadratkilometer. Närmaste större samhälle är Huautla de Jiménez, 10,4 km söder om Santa Herminia. I omgivningarna runt Santa Herminia växer i huvudsak städsegrön lövskog.